# Felix Czolbe
Felix Czolbe (* 16. Januar 1863 in Elbing; † 23. Dezember 1945) war ein deutscher Reichsgerichtsrat.

## Leben
Felix Czolbe war der Sohn des Kaufmanns Czolbe aus Deutsch Eylau. Bis 1880 besuchte er das Gymnasium in Elbing. Felix Czolbe studierte an der Eberhard-Karls-Universität Rechtswissenschaft. Am 21. Dezember 1881 wurde er im Corps Borussia Tübingen recipiert. Das Wintersemester 1882/83 und das WS 1883/84 verbrachte er an der Friedrich-Wilhelms-Universität zu Berlin. Er war seit 1884 Referendar und wurde 1885 an der Universität Leipzig zum Dr. iur. promoviert. Er bestand 1892 die Assessorprüfung kam 1896 als Landrichter nach Gleiwitz und 1900 nach Torgau. 1903 wurde er zum Hilfsrichter am  Oberlandesgericht Naumburg ernannt. 1908 folgte die Ernennung zum Oberlandesgerichtsrat. Ab 1912 war er Hilfsrichter, ab 1915 Reichsgerichtsrat am Reichsgericht. Er war ständiges Mitglied des 3. Zivilsenats des Reichsgerichts und des Reichsarbeitsgerichts. Mitte 1931 ging er in den Ruhestand. Verheiratet war er seit 1900 mit Gertrud geb. Geisler.

## Werke
- mit Gustav Wagemann: Die arbeitsrechtlichen Vorschriften der allgemeinen Gesetze – Arbeitsvertragsrecht – mit Erläuterungen aus der höchstrichterlichen Rechtsprechung des Reichsarbeitsgerichts und der Landesarbeitsgerichte. Berlin 1934.